# Pont du Petit-Quatre
Le pont du Petit-Quatre est un pont couvert routier en Abitibi-Témiscamingue, Québec, Canada.
Parmi les derniers ponts couverts construits au Québec, 34 l'ont été à l'Abitibi, et sont associés à sa colonisation. Moins de la moitié d'entre eux subsistent.  
Ce pont en bois à une voie est de type ferme Town élaboré (ou québécois) : modèle modifié par le ministère de la Colonisation du Québec pour le rendre encore plus économique. Il a été employé pour construire plus de 500 ponts couverts au Québec. Par rapport aux autres, ce pont a des fenêtres plus haut, et les pièces de la ferme sont épais de 3 pouces, alors que normalement c'est 2.
Le pont a été construit en 1950, et rénové en 2012, quand sa capacité portante est passée de 12 à 5 tonnes.
Il est inventorié dans le répertoire du patrimoine culturel du Québec. La Commission de toponymie du Québec ignore l'origine du nom du pont.